# Саборни храм Свете Софије у Кијеву
Саборни храм Свете Софије или Софијски сабор (укр. Собор Святої Софії, Софійський собор) у Кијеву је изванредан архитектонски споменик из раздобља Кијевске Русије, највећа знаменитост града Кијева и први споменик из Украјине који је уписан на Унесков списак места Светске баштине у Европи, заједно с оближњим посебним манастирским комплексом Кијевско-печерска лавра.

## Историја
Градња храма св. Софије започета је 1011. године у време кијевског кнеза Владимира Великог који је 988. прихватио хришћанство као службену религију Кијевске Русије. Храм је завршен након 1037. године, за време владавине кијевског кнеза Јарослава Мудрог, познатијег као великог градитеља цркви. Храм св. Софије име је добио по својој нешто познатијој истоименој изворној верзији у Константинопољу Аја Софији (грчки за "Црква свете мудрости"). Храм је првобитно био маузолеј Кијевских владара те су ту поред кнеза Јарослава Мудрог сахрањени и Владимир Мономах и Всеволод I Јарославич.
Након што је Андреј Богољубски, кнез Владимир-Суздаља, опустошио Кијев 1169. године, и потом Татари 1240. године, храм је у великој мери оштећен. Након Брестовске црквене уније 1596. године, храм је припао Украјинској гркокатоличкој цркви, али га је већ 1633. године преузео новоименовани кијевски православни метрополит молдавског порекла Петар Могила. Он је наручио опсежну обнову која је најочигледнија на горњим деловима храма које је извео италијански архитекта Октавиано Мансини у препознатљивом стилу украјинског барока који је мешавина италијанског барока и византијске архитектуре. Радови на њему су извођени и током напада козачког хетмана Ивана Мазепе, те је 1740. године довршен у данашњем изгледу.
Током совјетске власти, у духу антивјерског покрета 1920-их година, украјинска совјетско-комунистичка влада је планирала срушити храм како би се на његовом месту подигао "Парк хероја Перекопа" како би се прославила победа Црвене армије на Криму. Храм су спасили научници и историчари, али су совјетске власти ипак 1934. године конфисковале сву имовину, а храм претворили у Музеј историје.
Крајем 1980-их покренуо се поступак враћања храма црквеним властима, али због сукоба Гркокатоличке и Украјинске православне цркве које су обе полагале право на њега, то је одложено. Једно време је православним црквама било дозвољено обављање верских обреда у посебним данима, али након покушаја сахране патријарха украјинске православне цркве, Володимира, 1995. године, што је изазвало крваве протесте, црква је затворена за верске обреде. Данас је само Музеј хришћанства, а већина њених посетиоца су туристи.

## Одлике
Петобродна црква је димензија 37 x 55 м, и има пет апсида и 13 купола, што није било стандардно у византијској архитектури. С три стране је окружује галерија на два спрата, а споља је првобитно имала украсне плинте. Изнутра су сачувани изворни мозаици и фреске на којима је, између осталих, приказана Јарославова породица у молитви.

## Белешке
1. ↑  "... найбільш раннє датування заснування собору — 1011 рік."[мртва веза]
2. ↑  Saint Sophia Cathedral (Sofiiskyi sobor).
3. ↑  Андреј Богољубски.
4. ↑  Могила, Петар (Romanian: Movilă, Petru).
5. ↑  Мазепа, Иван.
6. ↑  Мозаици и фреске катедрале Посећено 27. марта 2011.

## Спољашне везе
- 3D-модел кијевске катедрале (3.2 Mb)
- Службена страница цркве